# 東京の雪男
『東京の雪男』（とうきょうのゆきおとこ）は、2023年2月4日から3月4日まで、毎週土曜 21時 - 21時30分にNHK Eテレにて放送されたテレビドラマ。主演は磯村勇斗。
地球環境の激変で住む場所を失い、山から東京に現れた雪人（ゆきびと）が、出会った人間の女性と恋に落ち、周囲の偏見や差別、国による厳しい管理などを乗り越えていくラブコメディー。

## キャスト

### 主要人物
山川ユキオ〈30〉
演 - 磯村勇斗
本作の主人公。未確認生物「雪男」と人間の女性とが結ばれ生まれた一族「雪人」の青年。
自分たちの都合を優先する人間社会に戸惑いながらも、優しく受け入れてくれた馬場家の翠と恋に落ちる。
馬場翠〈27〉
演 - 北香那
千代田区役所の獣害対策課に務める女性。キョンから助けてくれたユキオに惹かれていく。
馬場茜
演 - 山下容莉枝（若いころ：北村優衣）
翠の母。ユキオを家業の「スーパー馬場」の従業員として雇う。
脳梗塞で倒れ、病床で山で出会った不思議な男・シェキのことを思い返す。

### 獣害対策課
翠の勤務先。
南條飛鳥
演 - 安藤玉恵
獣害対策課の課長。翠の上司。ユキオとの子供が欲しいなら、結婚した上で法律上の権利を認めてもらう必要があると助言する。
亀沢恭介
演 - 浜田学
獣害対策課の職員。
加鹿宗隆
演 - ゆうたろう
獣害対策課の職員。異常気象で雪人が下山するのは、温暖化で地球の環境が崩壊している証拠だと嘆く。
世間にユキオと翠の結婚を応援してもらえるよう、SNSで動画配信しアピールすることを勧める。

### スーパー馬場
翠の実家が経営するスーパーマーケット。
山崎昌平
演 - 水澤紳吾
店員。ユキオとどう接すればいいか分からないとぼやく。
総菜を調理した油を廃棄する際に腕に火傷を負うが、ユキオに瞬間冷却で癒されて以降、彼に好意的に接するようになる。
長谷川律子
演 - 宍戸美和公
店員。英語交じりでユキオに接するが、当初は彼が変身しないかと恐れていた。
杉村結菜
演 - 髙石あかり
店員。ユキオと翠の結婚が認められなかったことに憤る。

### 政府
本田喜一朗
演 - 水間ロン（第2話・最終話）
環境省の職員。ユキオに政府の監視下に置かれている自覚を持つように促す。
浜中進
演 - 中村靖日（第2話）
総務省の職員。抜き打ちで「スーパー馬場」を視察に訪れ、ユキオに雪人の証明カードを常時携帯するよう注意する。
総理大臣
演 - 佐野史郎（第2話・第3話）
観測史上最大級の台風で住む場所を失い下山してきた279人の雪人を、日本政府として受け入れることを表明する。

### ゲスト

#### 第1話
鈴木
演 - 播田美保
町内会の班長。町に獣（キョン）が現れ、獣害対策課に駆除するよう通報する。
ヒロユキ〈25〉
演 - 磯崎義知
羊子のパートナー。雪人。
羊子〈25〉
演 - 西野優希
ヒロユキのパートナー。
コユキ〈32〉
演 - 徳永えり
研一のパートナー。雪人。
研一〈40〉
演 - 江口直人
コユキのパートナー。
望月透子
演 - 早織（最終話）
東京テレビのディレクター。結婚を応援するため、ユキオと翠にテレビ出演を持ち掛け、他の雪人と人間のカップルを取材する。

#### 第2話
キョン
声 - 早織
千代田区に現れた獣。ユキオとの会話で翠たちが元居た土地に返してくれると説得され、自ら捕獲されに歩み寄るが、処分所で駆除される。
手話通訳
演 - 田家佳子（第3話）
雪人の受け入れを表明した総理の手話通訳。
山倉ユキムネ
演 - 吉村界人（第3話）
雪人。ユキオの幼馴染で、共に政府の収容施設で受け入れ教育を受けていた。「スーパー馬場」に買い物に現れユキオと再会する。
失業し生活苦であったため、ユキオからスーパーの総菜を施されるが、助け合いでなく哀れみであると受け取りを拒否する。
山倉ユキエ
演 - 志水心音（第3話）
ユキムネの娘。母親は人間であったが3年前にユキムネと別れ、人間の世界に戻った。父に伴われ「スーパー馬場」に買い物に現れる。

#### 第3話
住民女性
演 - 瀧マキ
屋外に置いていた野菜を食い荒らされる獣害に遭った住民。食べ物がある都会は獣にとってのコンビニのようなものだと翠から説明される。
金沢
演 - 福田ユミ
千代田区役所の職員。ユキムネから失業中で生活苦の相談を受けるが、生活支援課に行くよう告げる。
社長
演 - 森本のぶ
ユキムネを雇用した工場の社長。雪男が怖く会社を辞めると言い出した従業員が現れたため、暗にユキムネに工場を辞めるよう告げる。

#### 第4話
シェキ
演 - 宮尾俊太郎
キャンプに出かけ、猪に襲われそうになった茜を不思議な力で助けた男。
馬場楓
演 - 緒川たまき
茜の母親（翠の祖母）。
青葉真也
演 - 田中偉登
　茜の彼氏。
山で暮らす人々
演 - 但木宏成、めっちゃ、かんぬ、サキュヴァス、吉原悠莉
シェキと共に山で薬草を摘み、火を起こし、共同で平和な暮らしをする人々。

#### 最終話
区役所の職員
演 - 山下徳久
雪人と人間の結婚は法律上認められていないと、ユキオと翠の婚姻届けを受理してくれなかった。
若宮道晴
演 - 生島勇輝
法務大臣。人間の世界に受け入れたものの、生物上、人間でない雪人と人間の結婚は認められないとの見解を述べる。

## スタッフ
- 脚本 - 矢島弘一[2]
- 演出 - 長澤佳也[2]、松原弘志（スパークル）[2]
- 制作統括 - 樋口俊一（NHK）[2]、川崎直子（NHK EP）[2]、小川直彦（スパークル）[2]
- 音楽 - 入江陽
- 挿入歌 - 手島実優と入江陽「とまどい」（第4話）、「スーパー馬場のテーマ」（最終話）
- 制作・著作 - NHK、スパークル

## 放送日程
| 各話   | 放送日  | 演出     |
| ------ | ------- | -------- |
| 第1話  | 2月04日 | 長澤佳也 |
| 第2話  | 2月11日 | 長澤佳也 |
| 第3話  | 2月18日 | 松原弘志 |
| 第4話  | 2月25日 | 長澤佳也 |
| 最終話 | 3月04日 | 松原弘志 |